# Paul Hester
Paul Newell Hester, né le 8 janvier 1959 à Melbourne et mort le 26 mars 2005, est un musicien et un présentateur de télévision australien. Il fut le batteur des groupes Split Enz et Crowded House.

## Biographie
Paul Hester est à la batterie, et est le batteur du groupe Crowded House, de 1986 à 1996. Il était aussi le confident, et l'ami des autres membres du groupe. Il était aussi apprécié pour ses blagues, et son humour, et cuisinait souvent pour les membres en tournées. En 1996, avec la fin du groupe, ce sera le début de la descente aux enfers pour lui. Il aura plusieurs aventures amoureuses, et il se fixera avec Mardi Sommerfield, avec qui il aura deux enfants. Mais le couple divorcera assez rapidement, et Hester n'obtiendra pas la garde de ses enfants. Entre 2004 et 2005, il retrouvera quelque temps le moral, car il était question de la reformation du groupe Crowded House. Mais la reformation tardera à se concrétiser, et Hester, dépressif, ne voyant plus que très rarement ses deux enfants, replongera dans le marasme d'une grave dépression. 

Paul Hester se suicidera par pendaison, dans le parc Elsternwick, non loin de son domicile, à Melbourne, le 26 mars 2005. La reformation effective de Crowded House se concrétisera en 2007     

## Sources
- Chunn Mike, Stranger Than Fiction: The Life and Times of Split Enz, GP Publications, 1992.  (ISBN 1-86956-050-7)
- Bourke Chris, Something So Strong, Macmillan Australia, 1997,  (ISBN 0-7329-0886-8)
- Twomey Chris & Doole, Kerry, Crowded House: Private Universe, Omnibus Pr, 1998,  (ISBN 0-7119-4816-X)
- Dix John, Stranded in Paradise: New Zealand Rock and Roll, 1955 to the Modern Era, Penguin Books, 2005,  (ISBN 0-14-301953-8)